# 民族語
「民族語：全世界的語言」（Ethnologue: Languages of the World），又譯為「民族語言網」，是一個語言學的相關網站，是基督教以傳教為目的的少數語言研究服務機構「世界少数民族语文研究院」（简称SIL国际，先前稱為「暑期語言學院」）的旗艦網站。
民族語提供了使用人口的數量、分佈、方言、語言學的聯繫，以及聖經版本的有無等資料與數據，并通过“世代失调分级表”（Expanded Graded Intergenerational Disruption Scale，缩写EGIDS）来判断其生命力。美国语言学家威廉·布莱特认为民族语是“研究全球语言不可或缺的参考资料”。

## 概述
民族语由德克萨斯州达拉斯的基督教语言学研究机构SIL国际出版。SIL国际是一个帮助众多小语种发展，并与他们母语使用社群一起将圣经翻译为自己语言的组织。
如何认定为一种语言由社会语言学来评估。正如其序言所说：“并不是所有学者都采用同一种标准来判定何种情况该建立‘语言’，何种情况又该认定为‘方言’。”民族语采用了通用的语言学标准，这一标准主要建立在相互理解性的基础之上。分享语言的可理解性特征是复杂的，通常包含了专家承认的语源学和语法迹象。
在為每種語言選擇一個主要的名稱之餘，民族語也同時紀錄了它們的使用者、政府、鄰國，以及其他族群等為該語言的稱呼，以及這些名稱是如何被命名、歷史淵源等資料，無論該稱呼是否符合政治正確性或是對何者有冒犯。可惜的是這些「別名」的紀錄雖然夠廣，但仍常常不是完整的資訊。
1984年，民族语释出了由三个拉丁字母组成的语言代码来作为每种语言的标识，这种语言代码被称为“SIL码”。这个版本对于先前的版本是突破性的。
2000年出版的第十四版中列出了6809種語言，并且采用了自己的SIL码，而不是ISO 639-2代号。然而，早期的SIL碼與ISO的代號並不相同，因此有時會引起混亂 （页面存档备份，存于）。2002年，民族语获邀与国际标准化组织（ISO）合作，以将其SIL码整合进国际标准。2005年發佈的第十五版第一次采用了新的国际标准——ISO 639-3，民族语依靠这个标准来判定是否是一种语言 （页面存档备份，存于）。
民族语所采用的代码和ISO的代码之间并非完全一致。例如ISO认定阿坎语（aka）是一种宏语言，其下有方提语（fat）和契维语（twi）两种语言；但民族语却不承认方提语和契维语，把它们都认定为阿坎语的方言。
2015年释出的第十八版，一共包含了7472種語言（其中有7102种是仍在使用的语言），以及228个语族（包含96种孤立语言）和六种语言分类（手语、克里奥尔语、皮钦语、混合语、人工语言和未分类语言）。
民族语的最新版本是2020年释出的第23版，一共包含了7117種仍在使用的语言。

## 语系
《民族语》第16版（网页版） （页面存档备份，存于）共列出128个语系索引。除了121个自然语言语系外，还包含1个孤立语言、3个混合语言、1个未分类语言、1个人工语言以及1个手语语系。以下仅列出121个属于自然语言的语系。
| 语系                 | 地理分布    | 语言数目 |
| -------------------- | ----------- | -------- |
| 亚非语系             | 非洲/亚洲   | 374      |
| 阿拉卡卢夫语系       | 南美洲      | 2        |
| 阿尔吉克语系         | 北美洲      | 44       |
| 阿尔泰语系           | 欧洲/亚洲   | 66       |
| 阿姆托-穆桑语系      | 大洋洲      | 2        |
| 安达曼语系           | 亚洲        | 13       |
| 拉穆语系             | 大洋洲      | 3        |
| 阔姆塔里-法斯语系    | 大洋洲      | 10       |
| 阿拉瓦语系           | 南美洲      | 5        |
| 阿劳坎语系           | 南美洲      | 2        |
| 阿拉瓦克语系         | 南美洲      | 59       |
| 阿拉塔尼-塞普语系    | 南美洲      | 2        |
| 澳大利亚原住民语言   | 大洋洲      | 264      |
| 南亚语系             | 亚洲        | 169      |
| 南岛语系             | 亚洲/大洋洲 | 1257     |
| 艾马拉语系           | 南美洲      | 3        |
| 巴尔巴科语系         | 南美洲      | 7        |
| 巴斯克语             | 欧洲        | 1        |
| 巴约诺-奥博诺语系    | 大洋洲      | 2        |
| 博尔德尔语系         | 大洋洲      | 15       |
| 卡多语系             | 北美洲      | 5        |
| 查华帕语系           | 南美洲      | 2        |
| 加勒比语系           | 南美洲      | 31       |
| 中所罗门语系         | 大洋洲      | 4        |
| 查帕库拉-万汗姆语系  | 南美洲      | 5        |
| 奇布恰语系           | 南美洲      | 21       |
| 奇玛空语系           | 北美洲      | 1        |
| 乔科语系             | 南美洲      | 12       |
| 乔恩语系             | 南美洲      | 2        |
| 楚科奇－堪察加语系   | 亚洲        | 5        |
| 丘马什语系           | 北美洲      | 7        |
| 科阿韦尔特克语系     | 北美洲      | 1        |
| 达罗毗荼语系         | 亚洲        | 85       |
| 东鸟首-森塔尼语系    | 大洋洲      | 8        |
| 东海尔芬克湾语系     | 大洋洲      | 11       |
| 拜宁语系             | 大洋洲      | 7        |
| 泛弗莱东部诸语言     | 大洋洲      | 4        |
| 爱斯基摩－阿留申语系 | 北美洲      | 11       |
| 瓜希班语系           | 南美洲      | 5        |
| 海湾语系             | 北美洲      | 4        |
| 哈拉克姆布特语系     | 南美洲      | 2        |
| 希比托-乔伦语系      | 南美洲      | 2        |
| 苗瑶语系             | 亚洲        | 38       |
| 霍坎语系             | 北美洲      | 23       |
| 瓦维语系             | 北美洲      | 4        |
| 印欧语系             | 欧洲/亚洲   | 439      |
| 易洛魁语系           | 北美洲      | 9        |
| 日本语系             | 亚洲        | 12       |
| 希瓦罗语系           | 南美洲      | 4        |
| 南高加索语系         | 亚洲        | 5        |
| 卡图基纳语系         | 南美洲      | 3        |
| 考雷语系             | 大洋洲      | 4        |
| 克雷斯语系           | 北美洲      | 2        |
| 科依桑语系           | 非洲        | 27       |
| 基欧瓦-塔诺安语系    | 北美洲      | 6        |
| 莱克斯普莱恩语系     | 大洋洲      | 20       |
| 左梅语系             | 大洋洲      | 2        |
| 下曼伯拉莫语系       | 大洋洲      | 2        |
| 吕勒-维勒拉语系      | 南美洲      | 1        |
| 马克罗-格语系        | 南美洲      | 32       |
| 迈拉西语系           | 大洋洲      | 3        |
| 马库语系             | 南美洲      | 6        |
| 马斯科伊语系         | 南美洲      | 5        |
| 马塔科-加高老语系    | 南美洲      | 12       |
| 玛雅语系             | 北美洲      | 69       |
| 西巴布亚语系         | 大洋洲      | 2        |
| 米苏马尔帕语系       | 北美洲      | 4        |
| 米塞-索克语系        | 北美洲      | 17       |
| 蒙戈尔兰厄姆语系     | 大洋洲      | 3        |
| 穆拉语系             | 南美洲      | 1        |
| 穆斯科格语系         | 北美洲      | 6        |
| 纳－德内语系         | 北美洲      | 46       |
| 纳姆比夸拉语系       | 南美洲      | 7        |
| 尼日尔-刚果语系      | 非洲        | 1532     |
| 尼罗-撒哈拉语系      | 非洲        | 205      |
| 尼姆博兰语系         | 大洋洲      | 5        |
| 北布干维尔语系       | 大洋洲      | 4        |
| 北巴西语系           | 南美洲      | 1        |
| 北高加索语系         | 欧洲/亚洲   | 34       |
| 奥托-曼格安语系      | 北美洲      | 177      |
| 帕诺语系             | 南美洲      | 28       |
| 保瓦西语系           | 大洋洲      | 5        |
| 佩巴-亚瓜语系        | 南美洲      | 2        |
| 佩努蒂亚语系         | 北美洲      | 33       |
| 皮阿威语系           | 大洋洲      | 2        |
| 克丘亚语系           | 南美洲      | 46       |
| 拉穆-下塞皮克语系    | 大洋洲      | 32       |
| 萨利希语系           | 北美洲      | 26       |
| 萨利瓦语系           | 南美洲      | 3        |
| 塞纳吉语系           | 大洋洲      | 2        |
| 塞皮克语系           | 大洋洲      | 56       |
| 汉藏语系             | 亚洲        | 449      |
| 西苏语系             | 北美洲      | 17       |
| 斯科语系             | 大洋洲      | 7        |
| 莫穆纳语系           | 大洋洲      | 2        |
| 南布干维尔语系       | 大洋洲      | 9        |
| 中南巴布亚语系       | 大洋洲      | 22       |
| 塔坎纳语系           | 南美洲      | 6        |
| 侗台语系             | 亚洲        | 92       |
| 塔拉斯科语系         | 北美洲      | 2        |
| 琼塔尔语             | 北美洲      | 2        |
| 托尔-奎尔巴语系      | 大洋洲      | 24       |
| 托里切利语族         | 大洋洲      | 56       |
| 托托纳克语系         | 北美洲      | 12       |
| 跨新几内亚语系       | 大洋洲      | 477      |
| 图卡诺安语系         | 南美洲      | 25       |
| 图皮语系             | 南美洲      | 76       |
| 乌拉尔语系           | 欧洲/亚洲   | 37       |
| 乌鲁-奇帕亚语系      | 南美洲      | 2        |
| 犹他－阿兹特克语系   | 北美洲      | 61       |
| 瓦卡什语系           | 北美洲      | 5        |
| 西巴布亚语系         | 大洋洲      | 23       |
| 维托托语系           | 南美洲      | 6        |
| 雅诺马莫语系         | 南美洲      | 4        |
| 耶勒-西新不列颠语系  | 大洋洲      | 3        |
| 叶尼塞语系           | 亚洲        | 2        |
| 尤阿特语系           | 大洋洲      | 6        |
| 尤卡吉尔语系         | 亚洲        | 2        |
| 尤基-瓦波语系        | 北美洲      | 2        |
| 扎穆科语系           | 南美洲      | 2        |
| 萨帕罗语系           | 南美洲      | 7        |

而在刚刚出版的第17版则列出了320个语系索引，包括225个语系以及95种独立语言，比第16版要增加一倍半。

## 對民族語的批評
民族语作为一个基督教背景的国际性语言学研究机构，在世界语言学界有很大的知名度，其中立性和准确性都受到一些人士的质疑。

### 對資料的中立性的質疑
作為一個學術機構，「民族語」的中立性有時卻受到質疑與爭論，尤其是與《聖經》或闪米特諸教相關的語言分類的領域。
民族语的语言认定标准主要建立在互通性的基础之上，因而在语言还是方言的认定上与各国主流语言学界多有冲突。例如，汉语被认定为由北方官话、西北官話、西南官話、晋语、江淮官話、吴语、粤语、闽语、客语、湘语、平話、贛语、徽语等等独立语言所组成的宏语言，而在中国大陆，不少学者都把它们认定为汉语的“方言区”，并批评民族语的做法。民族语把琉球语分为喜界語、北奄美語、南奄美語、德之島語、沖永良部語、與論語、國頭語、中央沖繩語、宮古語、八重山語、與那國語等等众多独立语言，而日本本土的许多学者却把琉球语称作“琉球方言”，作为一个整体当作日本语的方言对待。
丹麦记者奥利·斯蒂格·安德森则认为民族语的创立的最初动机并非为了语言学发展，而是为了传播基督教。他批评说：“民族语的核心不是调查世界上的语言，而是调查世界上对圣经翻译的需求。”（In its core Ethnologue is not a survey of the world's languges, but a survey of the world's need for Bible translations.）

### 對資料正確性的質疑
在資料的正確性方面，由於此計畫是如此龐大，因此「民族語」所記錄的資料裡不可避免地出現了許多錯誤，因而受到了批评。丹麦记者奥利·斯蒂格·安德森便批评其错误百出，最为荒唐的是，优勉（Iu Mien）曾一度被民族语列为丹麦的一种语言，事实上它是中国南部瑶语的一种。
不过，在每一次的新版本中都會修正之前版本的一些錯誤，例如一直到第十四版的發佈，一些如雪諾瓦語等語言陸續被加入，而其他謠傳的語言如內馬地語及烏塔納語則被移除。但其他可能存在的錯誤如 Imraguen 語、Senhaja de Srair 語、Ghomara 語、Kwavi 語、Molengue 語、Yauma 語、Fer 語、Yeni 語、Hwla 語及Ofayé 語的資料則仍然被保留下來。

### 引用
1. ↑  . Whois. 2000-03-29  [2014-07-13]. （原始内容存档于2014-07-14）.
2. ↑  Lewis, M. Paul; Simons, Gary F.  (PDF). Romanian Review of Linguistics（法语：Revue roumaine de linguistique）. 2010, 55 (2): 103–120  [2015-07-23]. （原始内容 (PDF)存档于2015-12-27）.
3. ↑  Dutton, Lee S. (编). . Routledge. 2013-05-13: 345  [2014-07-13]. ISBN 9781134818860. （原始内容存档于2014-07-14）.
4. ↑  Bright, William.  1986. "Book Notice on Ethnologue", Language 62:698.
5. ↑  Erard, Michael. . The New York Times. July 19, 2005.
6. ↑  . SIL International.   [2013-06-23]. （原始内容存档于2013-02-08）.
7. ↑  Dixon, R. M. W. . Oxford University Press. 2012-05-24: 464  [2014-07-13]. ISBN 9780199571093. （原始内容存档于2014-07-29）.。
8. ↑  Simons, Gary F.; Gordon, Raymond G. . Brown, Edward Kenneth  (编).  (PDF) 4 2nd. Elsevier. 2006: 250–253  [2015-07-23]. ISBN 978-0-08-044299-0. （原始内容存档 (PDF)于2016-03-04）.
9. ↑  . Ethnologue.   [2015-03-05]. （原始内容存档于2017-12-26）.
10. ↑  . Ethnologue.   [2020-02-21]. （原始内容存档于2020-02-22）.
11. ↑  亀井孝・河野六郎・千野栄一 編著 『言語学大辞典セレクション 日本列島の言語』 三省堂 (1997)
12. 1 2  .   [2005-10-01]. （原始内容存档于2005-10-26）.

## 外部連結
- 民族語官網 （页面存档备份，存于）
- Ole Stig Andersen 對第十五版《民族語》的評論 （页面存档备份，存于）（丹麥廣播電臺）
- "How Linguists and Missionaries Share a Bible of 6,912 Languages" （页面存档备份，存于）（《紐約時報》）